# Курочкина, Ирина Александровна
Ирина Александровна Курочкина (бел. Ірына Аляксандраўна Курачкіна; 17 июня 1994, Ракушево, Круглянский район, Могилёвская область) — белорусская спортсменка, борец вольного стиля в весовой категории до 57 кг. Заслуженный мастер спорта Республики Беларусь по вольной борьбе, член национальной сборной команды Республики Беларусь. Чемпионка Европейских игр 2019 года. Бронзовый призёр чемпионатов мира 2017, 2019 и 2024 годов. Трёхкратный чемпион Европы и серебряный призёр 2016 годов. Чемпион Европы U-23 2017 года. Серебряный призёр Олимпийских игр 2020 года.

## Биография и спортивная карьера
В детстве занималась лёгкой атлетикой, однако в 16 лет из-за травмы приостановила занятия спортом. После восстановления перешла в борьбу. В первый же год Ирина стала третьей на республиканских соревнованиях, выиграла областные. Ещё через полтора года стала первой в стране.
В 2013 году принимала участие на Чемпионате мира в соревнованиях по вольной борьбе среди женщин в весовой категории до 51 кг. В марте 2016 года завоевала серебряную медаль на Чемпионате Европы в весовой категории до 53 кг. В апреле участвовала в квалификационном турнире, проходившем в Улан-Баторе, в надежде попасть на летние Олимпийские игры 2016 года в Рио-де-Жанейро, однако выбыла в своём первом поединке.
В 2017 году на Чемпионате мира по борьбе до 23 лет, проходившем в Быдгоще, Ирина завоевала серебряную медаль в весовой категории до 55 кг. Она также стала обладательницей бронзовой медали на Чемпионате мира, проходившем в Париже. В 2018 году Курочкина завоевала золотую медаль на Чемпионате Европы, проходившем в Каспийске. Позднее в том же году Ирина участвовала в соревнованиях по вольной борьбе в весовой категории до 57 кг на Чемпионате мира, проходившем в Будапеште, где она выбыла после своего первого поединка.
В июне 2019 года Ирина Курочкина выиграла золото Европейских игр 2019 в весовой категории до 57 кг, победив в финальном поединке болгарку Мими Христову.
На предолимпийском чемпионате мира в Казахстане в 2019 году в весовой категории до 57 кг, Ирина завоевала бронзовую медаль и получила олимпийскую лицензию для своего национального Олимпийского комитета.
В феврале 2020 года на чемпионате континента в итальянской столице, в весовой категории до 57 кг Ирина в схватке за бронзовую медаль поборола спортсменку из Азербайджана Алёну Колесник и завоевала бронзовую медаль чемпионата Европы.
На чемпионате Европы 2021 года, который проходил в апреле в Варшаве, в весовой категории до 57 кг, белорусская спортсменка завоевала золотую медаль, став двукратной чемпионкой Европы. В олимпийском Токио Курочкина принесла Беларуси серебряную медаль. В финальном поединке Ирина не смогла одолеть японку Рисако Каваи.
В феврале 2024 года — одержала победу на чемпионате Европы по борьбе (Бухарест, 2024).
В апреле 2024 года на Европейском квалификационном турнире в Баку ей удалось завоевать лицензию для своей страны на летние Олимпийские игры 2024 в весовой категории до 57 кг.

## Награды и звания
- Почётное звание Могилёвского облисполкома «Человек года Могилёвщины-2019»[16].
- Специальная премия Президента Республики Беларусь «Белорусский спортивный Олимп» (31.12.2024)[17][18] — за значительный вклад в развитие физической культуры и спорта, активную деятельность по популяризации физической культуры и спорта, развитие физкультурно-спортивных традиций, которые содействуют формированию гармоничной личности.